# Manuel García (tenor)
Manuel del Popólo Vicente García, také zvaný Manuel García starší (22. ledna 1775 Sevilla – 10. června 1832 Paříž) byl španělský tenor, hlasový pedagog a operní skladatel.

## Život
García získal vzdělání jako zpěvák ve sboru katedrály Panny Marie v Seville. Jako operní tenor debutoval ve věku 17 let v divadle v Cádizu a poté působil v různých divadlech ve Španělsku jako zpěvák, dirigent a skladatel operet.
V roce 1808 odjel do Paříže, kde vystupoval v Opéra-bouffe a získal si obdiv publika svým hlasem i svou dramatickou prezentací. Stejný úspěch ho provázel ve všech velkých italských městech a v Londýně. V roce 1824 byl jmenován prvním tenorem královského divadla.
V roce 1826 odešel jako operní impresário do Ameriky, kde dosáhl nejen uměleckého, ale i materiálního úspěchu. Na cestě z Mexika do USA však byl připraven bandou lupičů o veškerý svůj majetek.
Garcia plánoval, že se usadí v Mexiku, ale politické události ho přiměly k návratu do Paříže, kde byl publikem nadšeně přivítán. S ohledem na únavu a vyčerpání jeho veřejná vystoupení řídla, nikdy však nepřestával komponovat. Naposledy vystoupil v srpnu roku 1831 a zemřel 10. června roku následujícícho. Je pohřben na hřbitově Père Lachaise. Franz Liszt zkomponoval Rondeau fantastique sur un thème espagnol pro klavír na téma Garciovy písně "El contrabandista".
Jeho starší dcera se stala slavnou zpěvačkou známou pod jménem Maria Malibranová a druhá dcera Pauline Viardotová rovněž vynikla jako zpěvačka dramatických rolí a hudební skladatelka. Syn, Manuel Patricio Rodríguez García, se po nepříliš výrazné kariéře operního pěvce stal vyhledávaným učitelem zpěvu.

## Jevištní díla

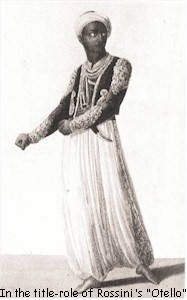
García v roli Othella Gioacchina Rossiniho

- La declaración (tonadilla, Madrid, 1799)
- El seductor arrepentido (opereta, Madrid, 1802)
- Quien porfía mucho alcanza (opereta, Madrid, 1802)
- El luto fingido (opereta, Madrid, 1803)
- El criado fingido (opereta, Madrid, 1804)
- El padrastro, o Quien a yerro mata a yerro muere (Madrid, 1804)
- El poeta calculista (monologue, Madrid, 1805)
- El cautiverio aparente (opereta, Madrid, 1805)
- El preso (monologue, Madrid, 1806)
- Los lacónicos, o La trampa descubierta (opereta, Madrid, 1806)
- Los ripios del maestro Adán (opereta, Madrid, 1807)
- Il califfo di Bagdad (opera buffa, Neapol, 1813)
- Talla e Dallaton, o sia La donzella di Raab (opera seria, Neapol, 1814)
- Le prince d’occasion (opéra-comique, Paříž, 1817)
- Il fazzoletto (opera buffa, Paříž, 1820)
- La mort du Tasse (tragédie lyrique, Paříž, 1821)
- La meunière (opera comica, Paříž, 1821)
- Florestan, ou Le conseil des dix (opera, Paříž, 1822)
- Les deux contrats de mariage (opera buffa, Paříž, 1824)
- Astuzie e prudenza (Londýn, 1825)
- L'amante astuto (komická opera, New York, 1825)
- Il lupo d'Ostenda, o sia L'innocente salvato dal colpevole (New York, 1825)
- La figlia del aria (semi-tragic opera, New York, 1826)
- La buona famiglia  (New York, 1826)
- El Abufar, ossia La famiglia araba (Mexico City, 1827)
- Un'ora di matrimonio (opera buffa, Mexico City, 1827)
- Zemira ed Azor (Mexico City, 1827)
- Acendi (Mexico City, 1828)
- El gitano por amor (Mexico City, 1828)
- Los maritos solteros (Mexico City, 1828)
- Semiramis (Mexico City, 1828)
- Xaira (Mexico City, 1828)

Neprovedená díla resp. provedená pouze v soukromí
- Un avvertimento ai gelosi
- Le cinesi
- Il finto sordo
- L'isola disabitata
- I tre gobbi
- I banditi, o sia La foresta pericolosa
- Don Chisciotte
- La gioventù d'Enrico V
- L'origine des graces
- Le tre sultane
- El Zapatero de Bagdad